# Légions impériales
Pour plus de détails, voir Fiche technique et Distribution.
Légions impériales (La leggenda di Fra Diavolo) est un film d'aventure réalisé en 1962 en Italie par Leopoldo Savona.

## Fiche technique
- Titre original : La leggenda di Fra Diavolo
- Titre français : Légions impériales
- Titre anglais ou international : The Last Charge
- Réalisation : Leopoldo Savona
- Scénario : Ennio De Concini, Franco Giraldi, Nicola Manzari, Luciano Martino
- Décors : Enzo Bulgarelli
- Costumes : Franco Loquenzi
- Photographie : Claudio Racca
- Montage : Otello Colangeli
- Musique : Angelo Francesco Lavagnino
- Production : Giovanni Addessi, Felice D'Alisera
- Société(s) de production : Era Cinématografica
- Société(s) de distribution : Dicifrance (France)
- Pays d’origine :  Italie
- Langue originale : italien
- Format : couleur (Eastmancolor) — 35 mm — 2,35:1 (Totalscope) — son Mono
- Genre : Drame, action, aventure
- Durée :
  - 143 minutes (Italie)
  - 88 minutes (États-Unis)
- Dates de sortie :
  - Italie : 26 octobre 1962
  - France : 14 janvier 1964

## Distribution
- Tony Russel : Fra Diavolo
- Haya Harareet : Fiamma
- Mario Adorf : Nardone
- Amedeo Nazzari : General Hugo
- Claudia Mori : Luisa
- Mario Valdemarin (en)
- Giacomo Furia
- Nino Vingelli
- Milla Sannoner
- Roger Luis